# بهادر یگانه

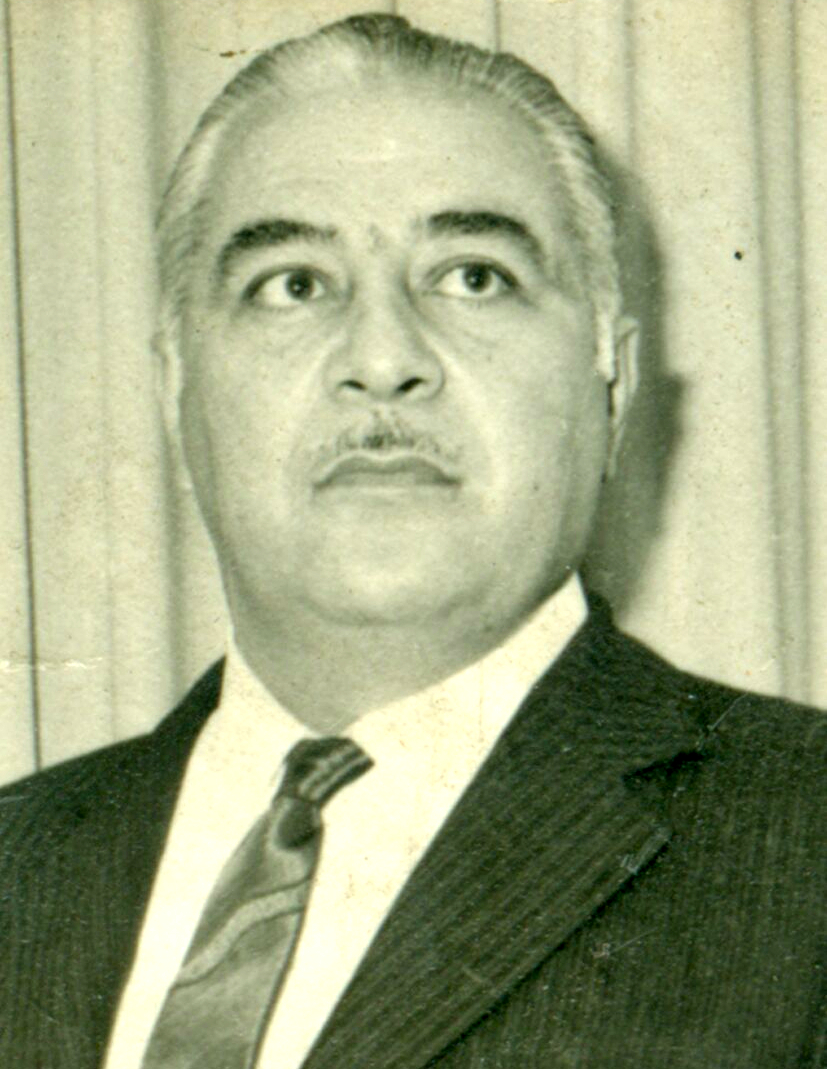

بهادر یگانه، متخلص به یگانه (زادهٔ بیستم بهمن ماه ۱۲۹۹ قریه شیان تهران درگذشتهٔ چهارم مهرماه ۱۳۶۳ تهران)، شاعر، ترانه‌سرا و حقوقدان ایرانی بود.
او از چهره‌های فاخرادبیی ایران بود که با خلق ترانه‌هایی بی‌بدیل سهم بسزایی در شکوفایی موسیقی سنتی ایرانی داشته است. تصنیف‌های خاطره‌انگیز و زیبای «رسوای زمانه» و «راز دل» از جمله آثار ترانه‌سرایی او است که خوانندگان بسیاری تاکنون از آن الهام گرفته‌اند.

## زندگی‌نامه
بهادر یگانه پس از پایان رساندن تحصیلات متوسطه در وزارت کشور استخدام شد و با ادامه تحصیل از دانشکده حقوق فارغ‌التحصیل گردید. وی پس از چندی به جهت عشق فراوان به ادبیات فارسی به دانشکده ادبیات دانشگاه تهران رفته و تا مدارج عالی پیش رفت.
یگانه چند سالی در استانداری استان فارس مشغول به کار شد تا این که در سال ۱۳۴۳ از شیراز به تهران رفت. مدتی در شهرداری پایتخت مشغول به خدمت گردید تا سرانجام درسال ۱۳۵۳ درسمت دادستان اداری بازنشسته شد. او همچنین به‌عنوان اولین و آخرین کارشناس اشعار مسروقه، مدتی در دادگستری مشغول فعالیت بود. بهادر یگانه سال‌ها به‌صورت استاد پروازی در دانشکده اقتصاد دانشگاه اصفهان به تدریس ادبیات فارسی اشتغال داشت. همزمان در کنار مشاغل حرفه‌ای به ادامه فعالیت هنری خود با ترانه‌سرایی به همکاری شورای موسیقی رادیو و برنامه رادیویی گل‌ها پرداخت، این فعالیت تا پایان دوره پهلوی در سال ۱۳۵۷ ادامه یافت. گاهی فیلمنامه‌هایی به یگانه جهت ویرایش ارجاع می‌شد. از این میان فیلم دختر فال‌گیر به کارگردانی سیروس جراح‌زاده و با بازی سیروس شاندرمنی، با فیلمنامه‌نویسی بهادر یگانه بود که در سال ۱۳۵۱ ناتمام ماند و هرگز اکران نشد.
وی مقدمه‌ای نیز بر دیوان علی اشتری متخلص به «فرهاد» نگاشته است. او پس از انقلاب در سال ۱۳۵۷ برای همیشه کار ترانه‌سرایی را کنار گذاشت و تا واپسین دم زندگی با هیچ سازمان و نهاد فرهنگی همکاری نداشت.
بهادر یگانه سال ۱۳۶۳ در ۶۳ سالگی بر اثر ایست قلبی در تهران درگذشت.
همسران با پوران حریری و پریچهر سنندجی ازدواج کرد و فرزندانی به‌نام‌های کورش، پیمانه و پیمان از او به‌جای ماند.

## آثار
اکثر ترانه‌ها و تصنیفهای بهادر یگانه به شهرت رسیده‌اند و جزو آثار ماندگار موسیقی کلاسیک ایران به‌شمار می‌آیند که توسط خوانندگان سرشناس آن دوران مانند محمدرضا شجریان (یار وفادار) حسین قوامی (تصنیف ابوعطا) الهه (رسوای زمانه) محمودی خوانساری (میخانه، لاله پرپر) ناهید (قسم به خدا) عبدالوهاب شهیدی (کعبه) هایده (راز دل) مهستی (جدایی تو) دلکش (ترک هوس) مرضیه (قهر بیجا) با آهنگسازی آهنگسازانی چون همایون خرم، انوشیروان روحانی، عطاالله خرم، اسدالله ملک، جواد لشکری اکبر محسنی و دیگران اجرا شده‌اند. یکی از آثار بهادر یگانه (برای غم من سینه دنیا تنگ است/ بهر این موج خروشان دل دریا تنگ است) توسط احمد ظاهر، هنرمند اسطوره‌ای افغانستان، نیز اجرا شده است.

### رسوای زمانه
تصنیف «رسوای زمانه» یکی از معروفترین ترانه‌های او است که الهه با اجرای آن به رادیو راه یافت و باعث مشهور شدن این خواننده و ترانه‌سرای آن گردید. این ترانه از شاهکارهای استاد همایون خرم آهنگساز و موسیقی‌دان ایرانی است. این ترانه تاکنون توسط خوانندگانی دیگر چون مرضیه، ،مهستی،هایده ،شکیلا، جهان، علیرضا قربانی، بابک رادمنش و دیگران بازخوانی شده است.

### راز دل
متن تصنیف «راز دل» که در دستگاه همایون، با مایه بیات اصفهان و آهنگسازی همایون خرم نواخته شد و اولین بار توسط الهه اجرا گردید و سپس با صدای هایده و علیرضا قربانی بازخوانی شده است.
ایران من (تصنیف)، جهان گذران، لاله و گل، موج آتش، جدایی، سراب هم از دیگر آثار ماندگار بهادر یگانه به‌شمار می‌روند که توسط الهه، مهستی، شهلا سرشار، پروین، نسرین، ایرج و دیگران اجرا شده‌اند.